# بالانيفكا (محافظة فينيتسا)
بالانيفكا (Баланівка) هي قرية في محافظة فينيتسا في أوكرانيا.
يبلغ عدد سكانها حوالي 3400 نسمة.